# Karwesee
Karwesee ist seit 2003 ein Ortsteil der Gemeinde Fehrbellin im Landkreis Ostprignitz-Ruppin in Brandenburg.

## Geographie
Das Dorf liegt südlich von Fehrbellin zwischen Betzin im Westen und Dechtow im Osten. Östlich des Ortes führt die Landesstraße 173 vorbei; einen Kilometer entfernt nordöstlich verläuft die A 24.

## Geschichte

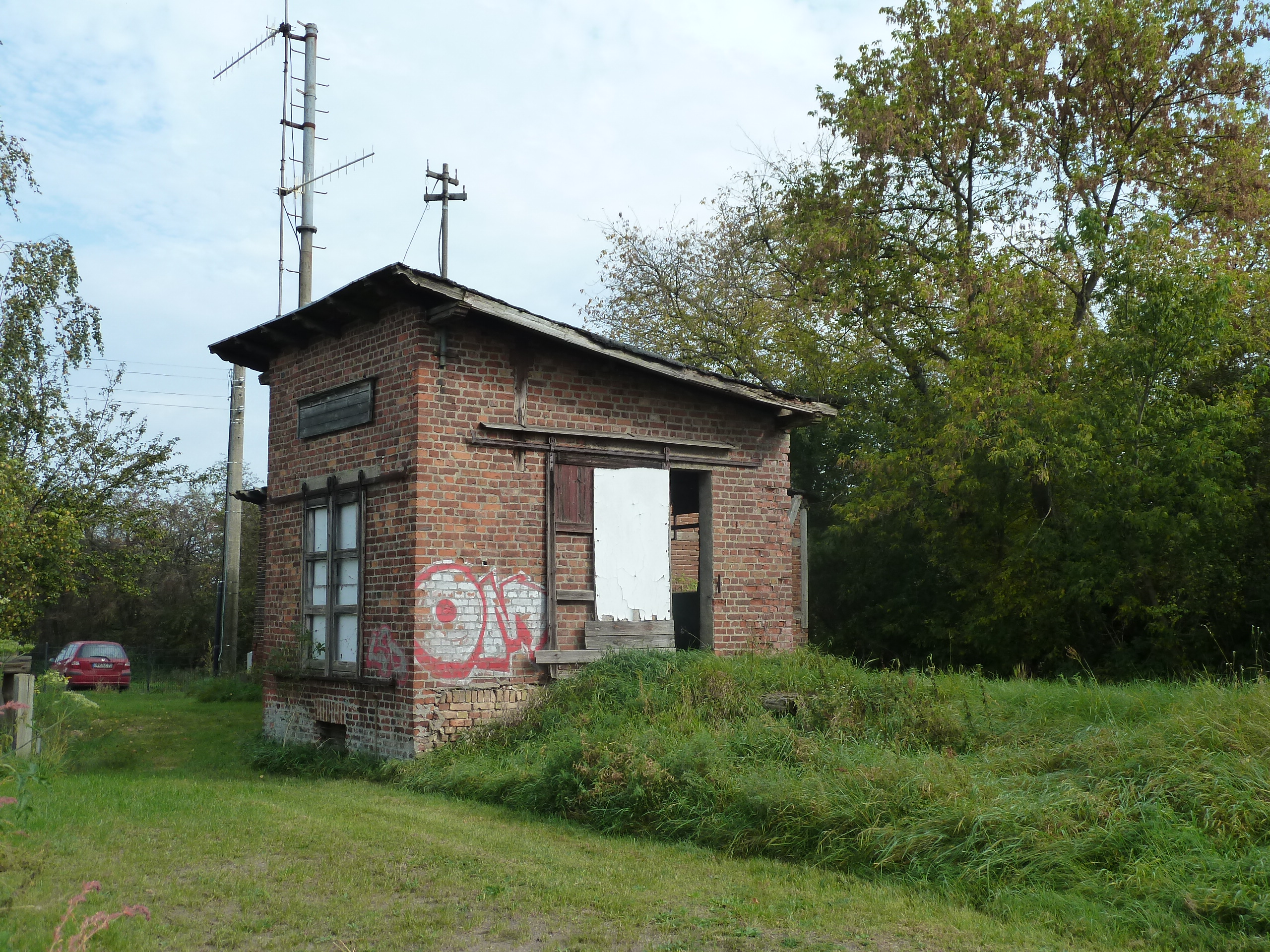
Ehemaliger Bahnhof Betzin-Karwesee

Das Angerdorf wurde im Jahr 1294 erstmals als Karwese erwähnt. Ursprünglich gehörte es zum Bistum Havelberg. Durch die Reformation wurde die Ortschaft 1571 dem kurbrandenburgischen Amt Bellin angegliedert, folgend dem Domänenamt Königshorst. Im Dorf entwickelte sich ein Rittergut, welches einige Generationen durch die des märkischen Adelsgeschlechts von Rathenow gehalten wurde. Diese Familie erweiterte den Besitz 1763 durch den Zukauf des benachbarten Rittergutes Metzelthin, für die enorme Summe von 35.000 Talern. Käufer war der Hauptmann Franz Ehrenreich von Rathenow-Carwesee. Ausgangs des 17. Jahrhunderts gehörte es der Eva Hedwig von Quast, verheiratet mit Balthasar von Bellin, war. Im Zeitraum 1790 bis 1817 gilt die Familie von der Hagen als Eigentümer. 1857 benennen damalige Handmatrikel den Geheimen Justizrat Berendes als Rittergutsbesitzer am Ort.

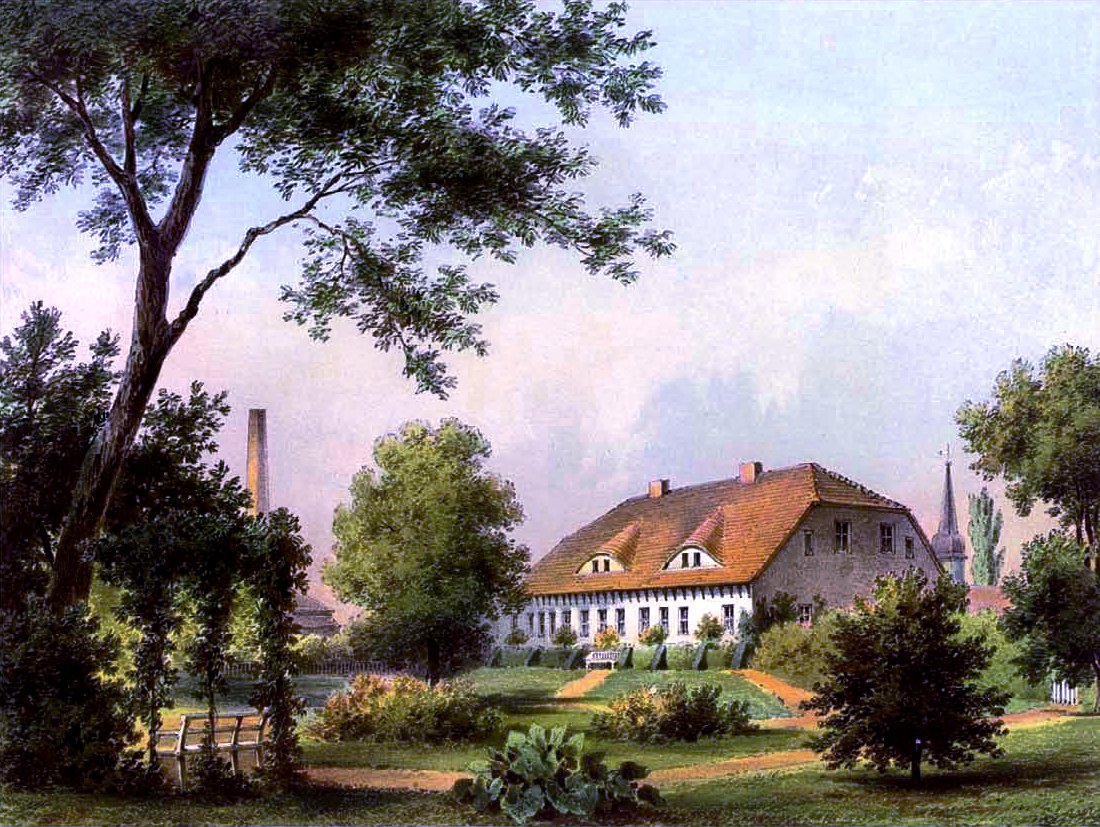
Rittergut Carwesee, Sammlung Alexander Duncker

Im 19. Jahrhundert, mit dem Beginn des Eisenbahnzeitalters erhielt Karwesee einen Anschluss an Fehrbellin und Paulinenaue. Der Ort gehörte damals zum Kreis Ost-Havelland. Das kreistagsfähige Rittergut hatte nach dem erstmals 1879 publizierten Generaladressbuch der brandenburgischen Rittergutsbesitzer einen Umfang von 378 ha. Es blieb weiter in bürgerlicher Hand, bei der aus Neukammer bei Nauen stammenden Familie des Ökonomierates Stolze, auf Dechtow. Dieser Kontext blieb dann bis zur Bodenreform. Karwesee, dessen Schreibweise Carwesee bis in das 20. Jahrhundert hielt, gehörte zu einem größeren Gutskomplex des Wilhelm-Viktor Stolze. Stolze bildete einen Familienfideikommiss Dechtow-Carwesee. Für Karwesee zeichnete Inspektor von Otterstedt zuständig. Teile des Besitzes waren an die Adelsfamilie von Voigtländer verpachtet. Neben diesen Gut gab es in Karwesee die landwirtschaftlichen Betrieb der Familien Oskar Bäker, Richard Bellin, Fritz Buge, Helene Engel, W. Falkenberg, Fritz Granzow, Richard Grell, G. Lindemann, H. Nieter, Franz Paasch, W. Peter, A. Voigt, sämtlich um die 25 bis 50 ha groß. Vorletzter Gutsherr war Hermann Stolze-Dechtow, er verstarb 1917. Seine Frau Maria Elisabeth von Krosigk heiratete 1920 in zweiter Ehe den Major Rudolf Ritter von Voigtländer.
Im Jahr 1945 wurde das Gutsgebäude abgetragen, um Baumaterial daraus zu gewinnen.
Das 1990 wieder gegründete Land Brandenburg bestimmte die Dörfer Betzin, Karwesee, Lentzke und Protzen im Jahr 2000 als Programmdörfer zur Dorferneuerung.
Im Zuge dieser Arbeiten erfolgte auch die Stilllegung der Eisenbahnstrecke, auf deren Trasse am 22. Juni 2011 ein Regionalfahrradweg, genannt Stille Pauline, eröffnet wurde.
Die Brandenburgische Gemeindegebietsreform führte am 26. Oktober 2003 zu einer Eingliederung von Karwesee in die Gemeinde Fehrbellin.

## Kultur und Sehenswürdigkeiten
Die 1756 erbaute Dorfkirche Karwesee ist eine denkmalgeschützte Fachwerkkirche. Der im Zweiten Weltkrieg beschädigte Kirchturm wurde 1949/1950 wiederhergestellt. Für weitere Sanierungsarbeiten war vorerst kein Geld vorhanden, so dass das Gotteshaus 1974 baupolizeilich gesperrt werden musste. Nach der Wende konnte das Kirchengebäude renoviert werden und seit dem Jahr 1995 dient es wieder dem Gottesdienst. Die Kirche gehört wie die Grabstätte Engel auf dem Friedhof zu den Baudenkmalen in Fehrbellin.